# Hårddisk

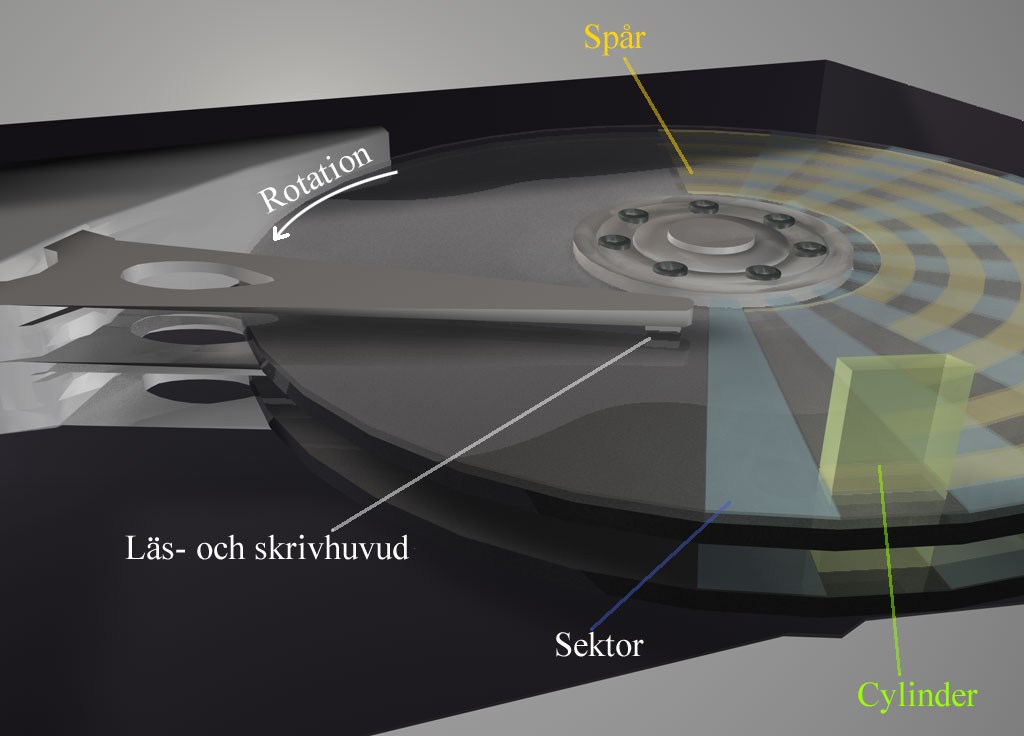
Datorgrafik av en hårddisk

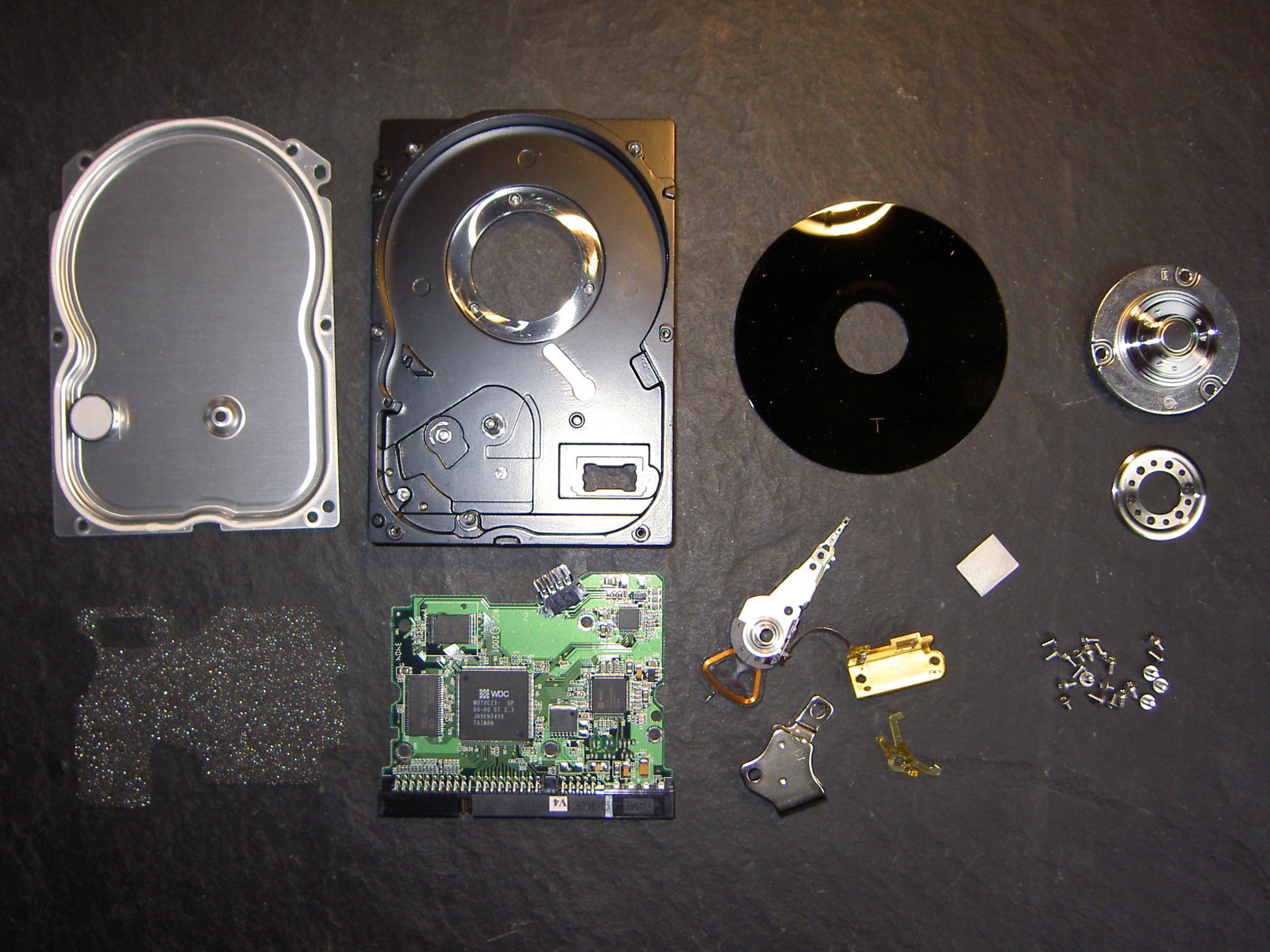
En hårddisk i delar

En PATA-hårddisk och dess komponenter.

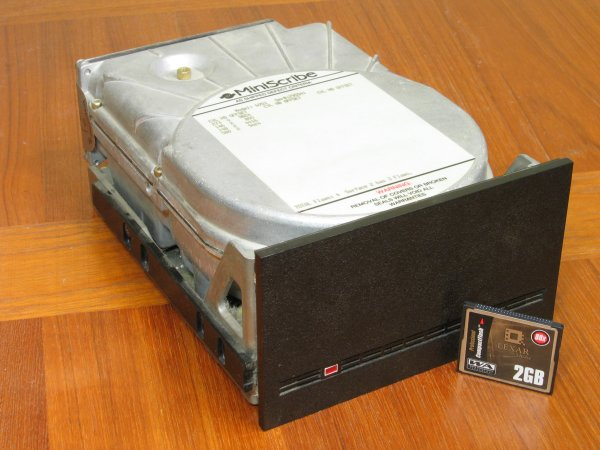
En hårddisk från 1980-talet på 44 MByte i 5,25-tumsstorleken i jämförelse med ett flashminne från 2000-talet på 2 GByte.

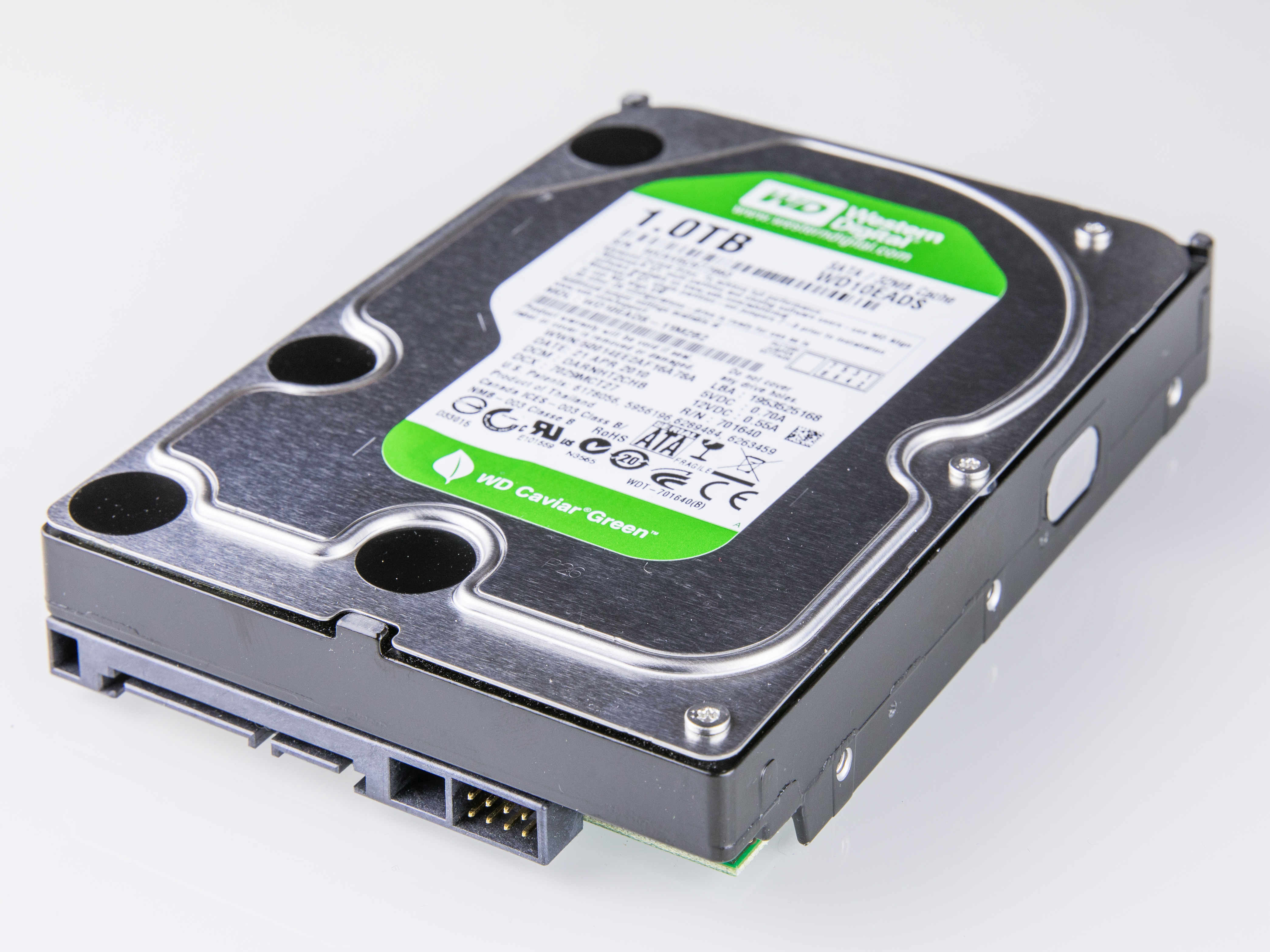
En nyare SATA-hårddisk i 3,5-tumsstorleken

Utvecklingen av hårddiskkapaciteten över tid. Den vertikala axeln är logaritmisk, så regressionslinjen motsvarar exponentiell tillväxt.

Hårddisk (tidigare skivminne, finlandssvenska hårdskiva, ibland förkortat HDD efter engelskans hard disk drive) är en anordning för lagring av information som används i datorer. En hårddisk innehåller en eller flera roterande skivor belagda med ett magnetiskt material. En läsarm rör sig över skivan och skriver eller läser när rätt ställe på skivan befinner sig under läshuvudet. Beteckningen används för att markera skillnaden mellan en sådan disk och en mjuk diskett (engelska floppy disk, ungefär "fladdrig skiva"). 

## Teknik
Hårddiskar spelar in data genom att magnetisera ferromagnetiskt material i en viss riktning så att en liten del av materialets yta motsvarar antingen en etta eller en nolla (en binär enhet, en bit.) Hårddisken läser tillbaka datat genom att detektera materialets magnetisering. En typisk hårddisk består av en kassett som innehåller en eller flera platta cirkulära diskar som kallas för skivor. Det är efter dessa diskar som hårddisken har fått sitt namn. På dessa diskar eller skivor spelas informationen in. Skivorna tillverkas av ett icke-magnetiskt material — vanligtvis en aluminiumlegering eller glas. Därefter täcks plattorna med ett tunt lager magnetiskt material. Äldre skivor använde järnoxid som magnetiskt material, men nutida skivor använder kobolt-baserade legeringar. 

### Anslutning
Hårddisken kommunicerar med värddatorn med ett protokoll över en kabel som beror på protokollet. Den vanligaste tekniken för hemdatorer är ATA (IDE, EIDE, Serial ATA), servrar använder ofta SCSI som i allmänhet är dyrare.  Mindre vanligt för att ansluta hårddiskar är Firewire, USB och eSATA (En SATA-kontakt på utsidan av datorn), som ibland används när man vill ansluta enheter utan att behöva öppna datorn. 

### RAID
Vid behov av stort lagringsutrymme kan man logiskt sätta ihop flera hårddiskar till en större enhet med RAID eller LVM. RAID kan göras med extra hårdvara, så att det för datorn ser ut som om den kommunicerar med en vanlig, men stor, hårddisk, eller med mjukvara. RAID finns i flera olika utförande som alla har olika egenskaper. Vissa varianter ökar prestandan genom att flera diskar kan läsas samtidigt, andra ökar tillgängligheten genom att data lagras redundant. Man kan även använda RAID för att slå ihop flera separata diskar till en virtuell stor disk. LVM klarar liknande saker som RAID men görs alltid i mjukvara och används även för att kunna förändra partitionsgränser utan att formatera om hårddisken.

## Historik
Hårddisken uppfanns på 1950-talet av en grupp på IBM, under ledning av Rey Johnson. Hårddisken var mycket utrymmeskrävande och hade en kapacitet på 5 till 10 miljoner tecken, vilket ansågs mycket. Den första hårddisken var ungefär lika stor som en frys och vägde 250 kg. [källa behövs]

## Kapacitet
Hårddiskar från år 2020 rymmer vanligtvis mellan 500 gigabyte och 16 terabyte. Kapaciteten beror på lagringsmetoden och den senaste av dessa kallas Perpendicular Magnetic Recording eller PMR.
Lägg märke till att hårddiskkapacitet räknas på två sätt - med SI-prefix samt med binära prefix. Detta leder till att en hårddisk som säljs som 1 terabyte (TB) (1000 GB eller 1024 GiB) visas som cirka 931 GiB eftersom det går 1024 steg på varje binärprefix istället för 1000 för vanliga SI-prefix. Alltså 1TB = 1000 GB = 1 000 000 MB = 1 000 000 000 KB = 1 000 000 000 000 B. 1 TiB = 1024 GiB = 1 048 576 MiB = 1 073 741 824 KiB = 1 099 511 627 776 B. Så 1 TB / 1GiB blir då hur många GiB det går på en TB som då bli ungefär lika med 931 GiB. Det är inte de binära prefixen (men väl de binära talvärdena) som visas i till exempel Microsoft Windows och i detta fall skulle en 1 TB hårddisk stå som 931 GiB i kapacitet (trots att Windows använder det felaktiga prefixet GB). Detta för att när man inte hade så stora hårddiskar som man har idag så var det okej att avrunda 1024 till 1000 i form av prefixet kilo. Men när hårddiskarna blivit allt större så har också felet ökat då man tar 1024x1024x1024 och så vidare, och man var tvungen att skapa ett nytt prefix och kalla det binära prefix med 1024 steg istället för 1000.

## Hastighet
I de första hårddiskarna roterade skivorna med 3 600 rpm: senare kom det hårddiskar med 4 500 och 5 400 rpm.
Under slutet på 1990-talet lanserade Fujitsu världens första hårddiskar med 7 200 rpm skivhastighet, MPC3045AH (4,5 GB) och MPC3065AH (6,5 GB).
Standarden för skivorna idag i en modern hårddisk roterar med en konstant hastighet på 5 400 varv i minuten (anges i RPM, revolutions per minute). Näst vanligast är diskar med 7 200 rpm skivhastighet. De snabbaste i dagsläget ligger på 10 000 eller 15 000 rpm.
Söktiden anger den tid det i genomsnitt tar för läshuvudet att flytta sig till det spår på hårddisken där läsning/skrivning skall ske. Innan rätt data på skivan hittats skall dessutom skivan rotera till rätt position. Söktiden och rotationshastigheten påverkar alltså svarstiden och hur snabbt läsning och skrivning sker.
Hur mycket information som kan lagras per skiva i hårddiskar har ökat drastiskt sedan de första hårddiskarna vilket även påverkat läs och skrivhastigheterna. En genomsnittlig 7 200 RPM-hårddisk läser idag (2009) större filer i omkring 75–100 MB/s, medan de snabbare diskarna (10 000 rpm och högre) kan ha överföringshastighet på omkring 100–125 MB/s.

## Fel
MTBF (engelska Mean Time Between Failures) används för att ange kvalitet på en hårddisk då den säljs från fabriken. Högre värden är bättre då de anger en längre felfri tid innan det blir fel på hårddisken. En hårddisk som har ström och snurrar konstant har faktiskt en längre hållbarhet än en hårddisk där strömmen stängs av och på, blir kall och varm, spinner upp och ned, eftersom lagren och andra rörliga delar slits betydligt mer i det senare scenariot.
Trots att data som lagrats på hårddisken verkar permanenta så varar de inte för evigt. En längre livstid på en hårddisk beror oftast på att dess data läses in och skrivs om och därför uppdateras på skivan. Om en hårddisk får ligga oanvänd för länge så försvinner sakta de data som har skrivits på den, oftast handlar det om cirka tio år, ibland mer eller mindre. Denna process kallas ibland bitröta.

## Känslighet
Hårddiskar byggs med ett tätt skal, men det är inte lufttätt utan släpper igenom luft genom små så kallade "breath holes" för att utjämna lufttrycket mellan hårddiskens innandöme och atmosfären. Dessa hål är tätade med ett speciellt filter för att förhindra att damm och fukt kommer in i maskineriet och skadar den känsliga ytan på skivorna.
Skivorna är känsliga för fukt, fett, damm och repor och de områden av skivorna som exponeras för någon av dessa faktorer brukar bli permanent skadade. En hårddisk ska endast öppnas i en torr, dammfri miljö och skivorna ska inte direkt vidöras av händer. Handskar bör användas.
Hårddiskar är även känsliga för plötsliga avstängningar, för att läsarmen inte hinner gå ner i viloläge.

## Format

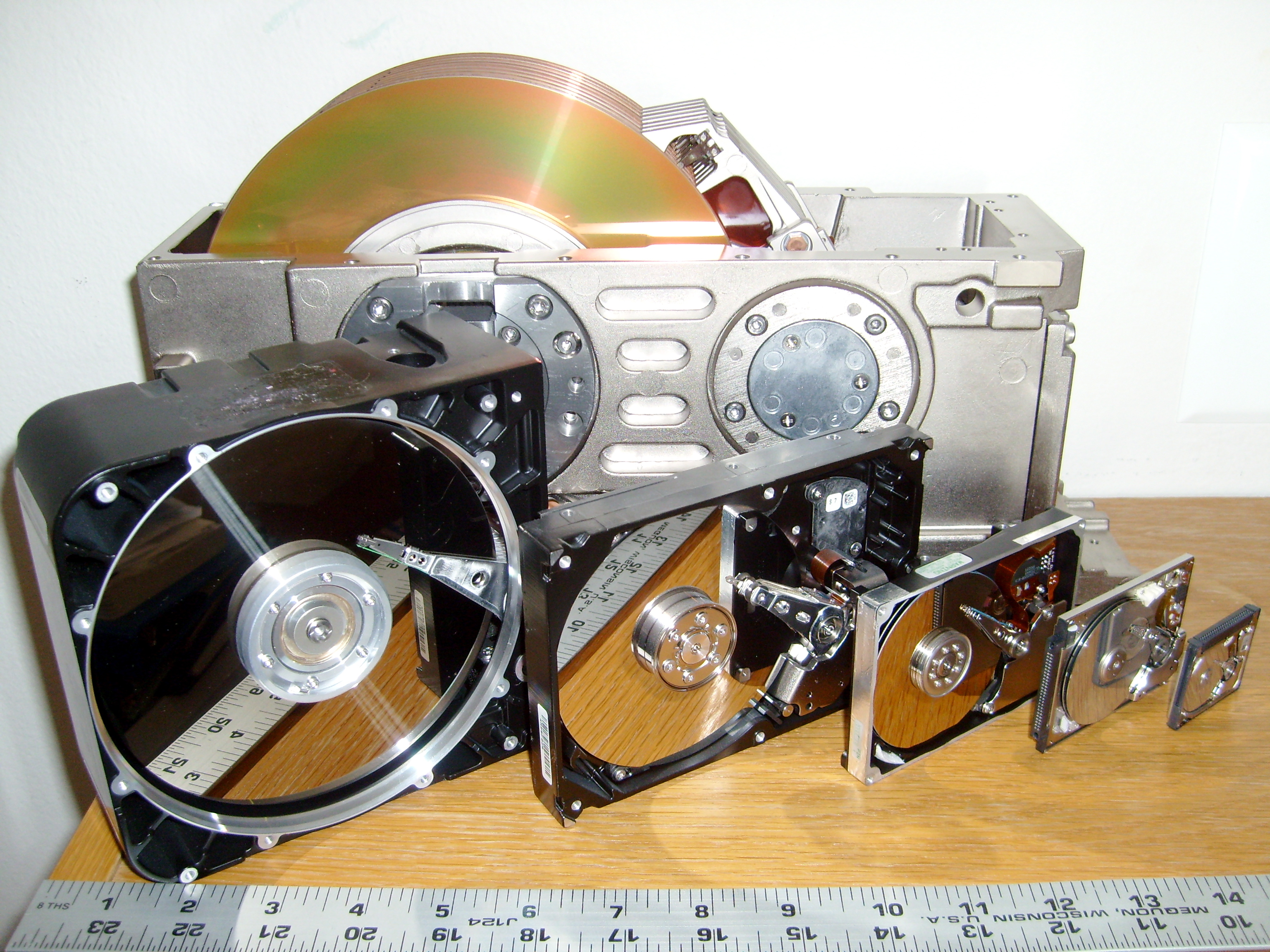
Sex olika HDD:s med 8", 5.25", 3.5", 2.5", 1.8", och 1"

| Formfaktor             | Status    | Längd [mm] | Bredd [mm] | Höjd [mm]                 | Största kapacitet | Skivor (max) | Kapacitet Per skiva [GB] |
| ---------------------- | --------- | ---------- | ---------- | ------------------------- | ----------------- | ------------ | ------------------------ |
| 3,5"                   | Nuvarande | 146        | 101,6      | 19 eller 25,4             | 12 TB (2018)      | 5-7          | 1 200                    |
| 2,5"                   | Nuvarande | 100        | 69.85      | 5, 7, 9.5, 12.5, eller 15 | 2 TBFenf (2012)   | 4            | 500                      |
| 1,8"                   | Nuvarande | 71         | 54         | 5 eller 8                 | 320 GB (2009)     | 2            | 220                      |
| 8"                     | Utdaterad | 362        | 241,3      | 117,5                     |                   |              |                          |
| 5.25" FH               | Utdaterad | 203        | 146        | 82,6                      | 47 GB (1998)      | 14           | 3,36                     |
| 5,25" HH               | Utdaterad | 203        | 146        | 41,4                      | 19,3 GB (1998)    | 4            | 4.83                     |
| 1.3"                   | Utdaterad |            | 43         |                           | 40 GB (2007)      | 1            | 40                       |
| 1" (CFII/ZIF/IDE-Flex) | Utdaterad |            | 42         |                           | 20 GB (2006)      | 1            | 20                       |
| 0,85"                  | Utdaterad | 32         | 24         | 5                         | 8 GB (2004)       | 1            | 8                        |